# Luxemburg i olympiska sommarspelen 1992
Luxemburg deltog med 6 deltagare vid de olympiska sommarspelen 1992 i Barcelona. Ingen av landets deltagare erövrade någon medalj.

## Bågskytte
Damernas individuella
- Jeannette Goergen-Philipp — Rankningsrunda, 38:e plats (0-0)